# Pteromalus purpureiventris
Pteromalus purpureiventris är en stekelart som först beskrevs av William Harris Ashmead 1888.  Pteromalus purpureiventris ingår i släktet Pteromalus och familjen puppglanssteklar. Inga underarter finns listade i Catalogue of Life.